# Capitaine Bonhomme
Pour les articles homonymes, voir Capitaine Bonhomme (série télévisée) et Le Capitaine Bonhomme.
Capitaine Bonhomme est une œuvre littéraire pour la jeunesse créée par Michel Noël ( Jean-Noel Croteau), comédien et écrivain.

## Biographie du Capitaine Jean Yannick William Nicolas Bonhomme, B.B.Q - D.V.O.
Michel Noël a créé pour son personnage du Capitaine Bonhomme un passé riche en exploits.
En 1922, sur la côte du Pacifique chez les Haidas, il rencontre l'amérindien Haida, Petit Renard. Celui-ci n'a que 10 ans, mais sa force herculéenne étonne tout le monde.
En 1945, au Maroc, il rencontre son cousin Alfred Hans Van Smith, aujourd'hui célèbre sous le nom de "Freddy Washington".
En 1955, lors de ses aventures dans les Caraïbes et plus précisément à la Martinique, le capitaine se lie d'amitié avec un couple d'aubergistes.  La mère est française et le père Martiniquais.  Ces derniers perdront la vie au cours de cette histoire et le capitaine adoptera leur fille, Mademoiselle Tits-Oiseaux.
De sa création en 1962 jusqu'au milieu des années 1980, le Capitaine Bonhomme a occupé de nombreuses scènes de spectacles et a animé plusieurs séries d'émissions sur le populaire Canal 10 Télé-Métropole. Pendant longtemps, il a partagé l'écran avec ses amis Gilles Latulippe, Olivier Guimond, Fernand Gignac (son chanteur préféré), l'Oncle Pierre, et finalement avec son bon ami « Roger Gosselin mon cher », à l'émission Samedi Midi.
Il a beaucoup contribué à populariser le terme sbire(s) et l'expression les sceptiques seront confondus.
En 2016, une exposition dédiée au Capitaine Bonhomme a été créée :
" La Bibliothèque Armand-Cardinal de Mont-Saint-Hilaire vient de recevoir un important don de la famille de Michel Noël et prépare une exposition permanente que le public pourra visiter dès le 24 octobre. Grâce à sa famille, qui a su bien conserver ses archives, Le Capitaine et son équipage accostent à Mont-Saint-Hilaire au grand plaisir de tous."

## Émissions jeunesse
En 1962, une première série d'émissions intitulée Capitaine Bonhomme, inspirée de l'œuvre de Michel Noël, est diffusée.
Le capitaine Bonhomme racontait ses voyages à travers le monde en y ajoutant de nombreuses exagérations.
Avec ses histoires, il a captivé toute une génération d'auditeurs, jeunes et moins jeunes. Il racontait, entre autres, comment il avait contrecarré à maintes reprises les plans diaboliques du méchant Don Alfredo y dom Pedro y Rodriguez lors de ses voyages sur les Sept mers à bord de ses navires, le Marsouin I et le Marsouin II.
Le capitaine Bonhomme est apparu dans plusieurs autres émissions par la suite : Le Zoo du Capitaine Bonhomme,
Le Capitaine, Les Récits du capitaine, Le Capitaine, Le cirque du Capitaine, Pour tout l'monde et Samedi midi.
Il a également fait de nombreuses apparitions publiques sur scène et à la télévision.
Parmi les graphistes qui ont illustré les aventures du Capitaine Bonhomme sur carton, on retrouve Hubert Van de Valle, Bernard Groz, Claude Brie et Pierre Malboeuf. Claude Brie a été le plus prolifique de ce groupe, collaborant avec Michel Noël pendant 8 années consécutives (1973 - 1981) et réalisant plus de 1000 illustrations.

## Filmographie
- 1962 : Capitaine Bonhomme (série télévisée) : Capitaine Bonhomme
- 1963 - 1968 : Le Zoo du Capitaine Bonhomme (série télévisée) : Capitaine Bonhomme
- 1968 - 1969 : Récits du capitaine (série télévisée): Capitaine Bonhomme
- 1968 - 1969 : Le Capitaine (série télévisée): Capitaine Bonhomme
- 1970 - 1973 : Le cirque du Capitaine (série télévisée) : Capitaine Bonhomme
- 1974 - 1977: Pour tout l'monde (série télévisée): Capitaine Bonhomme
- vers 1977 - 1982: Samedi midi[7] (série télévisée): Capitaine Bonhomme

### Biographie
- 1982 Noël, Michel. Capitaine Bonhomme – « Les sceptiques seront confondus »[8], Éditions Québécor (240 pages)

### Roman-photo
- 1966 Noël, Michel. Les aventures du capitaine Bonhomme – On a volé le zèbre à carreaux[9], édité grâce à contribution de Lido Biscuit (56 pages)

### Bande dessinée
- 1970 Les aventures du capitaine Nicolas Bonhomme – Les « Peanuts » sont cuites, Les Éditions Héritage (texte de Michel Noël et dessin de Gui Laflamme) format comic book[10]
- 1973 Le capitaine Bonhomme au Mexique – Dynamite et... tequila, Hatier (texte de Michel Noël; dessins de Bernard Groz et recherche de Roger Goulon; 48 pages)
- 1977 Les récits abracadabrants du capitaine Nicolas Bonhomme – Le secret du samourai, Cercle des jeunes naturalistes (texte de Michel Noël et illustrations de Gui Laflamme)

### Autres
- 2011 Noël, Mireille. Les mémoires du Capitaine Bonhomme : Le dernier des éléphants roses, roman, Cahiers Mireille Noël.

## Discographie

### Albums
| Année | Album                                                       | Étiquette    | Classement | Notes                                                  |
| ----- | ----------------------------------------------------------- | ------------ | ---------- | ------------------------------------------------------ |
| 1965  | Des histoires... des chansons... avec le Capitaine Bonhomme | Totem        | —          | Totem, TM 500; Réédition 1965? Disques Pierrot, P 7006 |
| 1971  | Le Capitaine Bonhomme                                       | Trans-Canada | —          | Trans-Canada, TCM 978                                  |
| 1981  | Michel Noël et le Capitaine Bonhomme                        | Visa         | —          | Visa, VI-81001                                         |

### Simples
| Année | Simple                                                | Étiquette | Classement | Notes             |
| ----- | ----------------------------------------------------- | --------- | ---------- | ----------------- |
| 1964  | Les pirates du Yang-Tsé – Dans les griffes du gorille | Dinamic   | —          | Dinamic, DC-2024  |
| 1965  | Le capitaine Bonhomme (thème), – Freddie Washington   | Totem     | —          | Totem, STM 500024 |

### Cassette audio
| Année | Simple                         | Étiquette        | Classement | Notes |
| ----- | ------------------------------ | ---------------- | ---------- | ----- |
| 1987  | Aventure dans l'Île-aux-Jouets | Marie-Antoinette | —          |       |

### Collaborations et performances en tant qu'artiste invité
| Année | Album                       | Collaborateur   | Notes |
| ----- | --------------------------- | --------------- | --- |
| 1978  | Pour les enfants - Volume 1 | Artistes variés | La majorette [Dany Aubé] – En ambulance [Midas et Oncle Pierre] – J'aime bien [Capitaine Bonhomme] – Dans la forêt canadienne [Farfadou et Farfadette] – C'é t'y assez fort [Nestor] – Une histoire [Capitaine Bonhomme] – L'ourson de peluche [Dany Aubé] – Ernest le Kangourou [Farfadou et Farfadette]. (Pantin, PTN 11907, Compilation)                                                       |
| 1978  | Pour les enfants - Volume 2 | Artistes variés | À Paris [Midas et Oncle Pierre] – Ma casquette [Dany Aubé] – Farfadou toreador [Farfadou et Farfadette] – Sur mon bateau [Capitaine Bonhomme] – Chu d'bonne humeur [Nestor] – À dos de tortue sous les mers [Farfadou et Farfadette] – Mon petit lutin [Dany Aubé] – L'aventure polaire [Capitaine Bonhomme] – Le départ pour l'Afrique [Midas et Oncle Pierre]. (Pantin, PTN 11910, Compilation) |

Voir la bibliographie et la discographie de Michel Noël